# ارتور استین (ورزشکار)
آرتور استین (انگلیسی: Arthur Austin؛ ۸ ژوئیهٔ ۱۹۰۲ – ۴ فوریهٔ ۱۹۶۲) بازیکن واترپلو اهل ایالات متحده آمریکا بود.  
وی در مسابقات کشوری و بین‌المللی در مجموع برندهٔ ۱ مدال برنز شده‌است.